# Brachymeria carinatifrons
Brachymeria carinatifrons är en stekelart som beskrevs av Charles Joseph Gahan 1936. Brachymeria carinatifrons ingår i släktet Brachymeria och familjen bredlårsteklar. Inga underarter finns listade.